# خط کنفدراسیون
خط کنفدراسیون (فرانسوی: Ligne de la Confédération‎) یک خط قطار سبک شهری است که توسط اوسی ترانسپو در اتاوا، انتاریو، کانادا، به عنوان بخشی از سیستم قطار سبک شهری او-ترین اداره می‌شود.